# دوبرووو (بلغارستان)
دوبرووو (به بلغاری: Dobrovo) یک منطقهٔ مسکونی در بلغارستان است که در شهرستان بوبوشفو واقع شده‌است.